# Vanderhorstia ornatissima
Vanderhorstia ornatissima är en fiskart som beskrevs av Smith, 1959. Vanderhorstia ornatissima ingår i släktet Vanderhorstia och familjen smörbultsfiskar. Inga underarter finns listade i Catalogue of Life.